# Александрија Беј (Њујорк)
Александрија Беј (енгл. Alexandria Bay) град је у америчкој савезној држави Њујорк.

## Демографија
По попису из 2010. године број становника је 1.078, што је 10 (-0,9%) становника мање него 2000. године.
| Група             | 2000.         | 2010.         |
| Белци             | 1.074 (98,7%) | 1.021 (94,7%) |
| Афроамериканци    | 1 (0,1%)      | 10 (0,9%)     |
| Азијати           | 0 (0,0%)      | 6 (0,6%)      |
| Хиспаноамериканци | 4 (0,4%)      | 30 (2,8%)     |
| Укупно            | 1.088         | 1.078         |